# Eugenio Montero Ríos

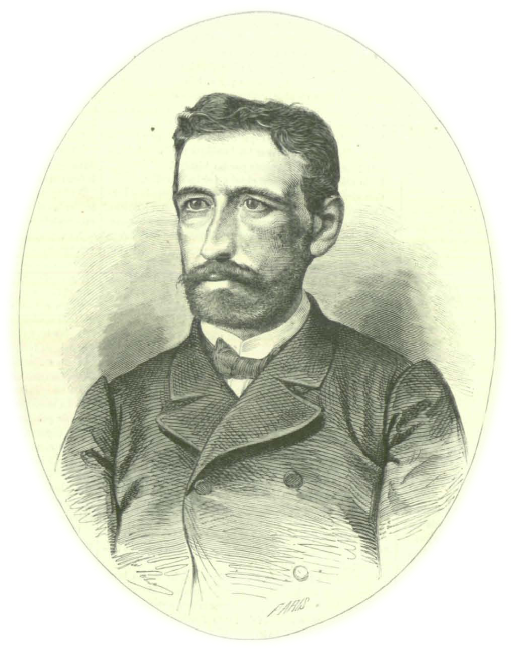
Eugenio Montero Ríos.

Eugenio Montero Rios, född den 13 november 1832 i Santiago de Compostela, död den 12 maj 1914 i Madrid, var en spansk politiker.
Montero Ríos var professor i kyrkorätt i Oviedo, Santiago och till sist i Madrid. Han invaldes 1869 i cortes, var justitieminister under marskalk Prim (varvid han införde civiläktenskap) och sedermera under kung Amadeus samt sysslade därefter många år med lagkodifikationsarbete. Han var 1892-93 justitieminister i ministären Sagasta, blev 1893 senator samt var 1894-95, 1899 och 1909-14 senatens president. Vid fredsförhandlingarna i Paris 1898 med Förenta staterna var Montero Ríos spanska förhandlingsdelegationens ledare. Han var en bland det liberala partiets mest ansedda män och juni-november 1905 konseljpresident i en liberal ministär.